# Dalou
Dalou – miejscowość i gmina we Francji, w regionie Oksytania, w departamencie Ariège.
Według danych na rok 1990 gminę zamieszkiwały 442 osoby, a gęstość zaludnienia wynosiła 58 osób/km² (wśród 3020 gmin regionu Midi-Pyrénées, Dalou plasuje się na 636. miejscu pod względem liczby ludności, natomiast pod względem powierzchni na miejscu 1278.).